# Hugues Rosimé
Hugues Rosimé (5 settembre 1984) è un ex calciatore francese di origini guianesi, di ruolo difensore.

## Carriera

### Nazionale
Ha debuttato in Nazionale il 6 settembre 2008, nell'amichevole Martinica-Guyana francese (2-1). Nel 2017 viene inserito nella lista dei convocati per la Gold Cup 2017.